# Salvin-Albatros
Der Salvin-Albatros (Thalassarche salvini), auch Graurückenalbatros genannt, ist eine Art aus der Familie der Albatrosse. Er galt lange als Unterart des Weißkappenalbatros, wird aber seit einigen Jahren als eigenständige Art eingeordnet. 
Die IUCN stuft den Salvin-Albatros als gefährdet (vulnerable) ein. Der Bestand wird auf 62.000 Individuen geschätzt. Grund für die Einstufung ist das verhältnismäßig kleine Brutgebiet. Außergewöhnliche Ereignisse in dieser Region können sich daher stark auf den Gesamtbestand auswirken.

## Erscheinungsbild
Der Salvin-Albatros erreicht eine Körperlänge von 90 bis 100 Zentimeter. Er ist damit einer der mittelgroßen Albatrosse. Sowohl der Schwanz als auch die Flügel sind etwas länger als die des Weißkappenalbatros. Die Flügellänge beträgt 55 bis 60 Zentimeter. Sie wiegen 3,3 bis 4,9 Kilogramm. Weibchen sind tendenziell etwas leichter als die Männchen und haben einen schmaleren Schnabel und schmalere Beine sowie einen kürzeren Schwanz und kürzere Flügel. Die Maße der beiden Geschlechter überlappen sich allerdings.
Der Kopf des Albatros ist grau und geht im Nacken in das dunklere Grau des Mantels über. Die Stirn und ein Teil des Scheitels hellt ins Weißliche auf. Die Augen sind dunkel und von einem dreieckigen schwarzen Fleck umgeben. Ähnlich wie beim Weißkappenalbatros und dem Chatham-Albatros verleiht diese Zeichnung dem Salvin-Albatros eine Mimik, die auf den menschlichen Betrachter ernst und angestrengt wirkt. Die Körperunterseite ist weiß. Die Flügel sind auf der Unterseite gleichfalls weiß mit einer schwarzen Zeichnung an den Flügelrändern. Die Flügelspitze ist schwarz.
Der Schnabel ist olivbraun mit einer gelben Zeichnung auf dem Unterschnabel und dem Oberschnabel. Die Schnabelspitze ist dunkel, wobei dies individuell variiert. Bei vielen Individuen ist lediglich die Spitze des Unterschnabels schwarz. 
Jungvögel ähneln den adulten Vögeln, haben aber in der Regel einen dunkleren Schnabel. Der Kopf ist dunkler als bei adulten Salvin-Albatrossen. 
Verwechslungsmöglichkeiten bestehen mit allen Arten der Thalassarche-Albatrosse. Er unterscheidet sich vor allem durch den dunkleren Schnabel von den anderen Arten. Besonders große Ähnlichkeit besteht mit dem Buller-Albatros. 

## Verbreitung
Der Salvin-Albatros brütet auf den Crozet-Inseln, den Bountyinseln sowie den Snaresinseln. Auf The Pyramid, einer Insel der Chatham-Inseln, brütet er gelegentlich gleichfalls. Auf den Kerguelen baut seit einigen Jahren ein Paar Salvin-Albatrosse ein Nest in einer Brutkolonie von Schwarzbrauenalbatrossen.
Außerhalb der Brutzeit hält er sich im Südwesten des Indischen Ozeans sowie vor der Westküste Südamerikas auf. Er ist sehr häufig über Gewässern vor Chile zu beobachten.

## Fortpflanzung
Der Salvin-Albatros brütet vermutlich jährlich. Die Brutperiode beginnt ab Anfang Oktober. Das Nest wird aus Schlamm, Guano, Federn und kleinen Steinchen errichtet. Das Gelege besteht aus einem einzelnen Ei. Dieses hat eine weißliche Schale mit rotbraunen Flecken am breiteren Ende. Das Ei wird 68 bis 75 Tage bebrütet. Es ist bislang nicht bekannt, nach welcher Zeit die Jungvögel flügge werden. Beide Elternvögel brüten und versorgen den Jungvogel.

## Belege

### Einzelbelege
1. ↑   BirdLife Factsheet zum Salvin-Albatros, aufgerufen am 28. November 2010
2. ↑   Shirihai, S. 115
3. ↑   Shirihai, S. 115